# Azotyn butylu
Azotyn butylu, C
4H
9NO
2 – organiczny związek chemiczny z grupy azotynów, ester kwasu azotawego i butanolu. Używany jest głównie rekreacyjnie jako poppers.

## Otrzymywanie
Może zostać otrzymany poprzez wkraplanie mieszaniny butanolu z kwasem siarkowym do wodnego roztworu azotynu sodu.